# 吴家骏 (经济学家)
吴家骏（1932年8月—），男，北京人，中国社会科学院工业经济研究所研究员，中国社会科学院荣誉学部委员。

## 生平
1960年毕业于中国人民大学工业经济系。